# Sithathoriunet
| O10 | G39 · X1 | O28 | nw · t |

| O10 | G39 · X1 | O28 | nw · t |

Sithathoriunet (její jméno znamená „dcera bohyně Hathor z Dendery“) byla egyptská princezna z 12. dynastie známá především ze své hrobky v El-Lahun. Pravděpodobně byla dcerou Senusreta II., jelikož byla její hrobka nalezena vedle pyramidy tohoto krále.

Sithathoriunet byla pohřbena v pyramidovém komplexu Kahun. Zemřela asi v době, kdy byl Amenemhat III. na trůně, protože v jejím hrobě byly nalezeny předměty s jeho jménem. Hrobka byla vykradena již ve starověku, ale v jednom výklenku zůstaly zbytky několika krabic naplněných šperky a kosmetickými předměty. Nalezené šperky se považují za jeden z nejzachovalejších příkladů. Dnes se většina nálezů nachází v Metropolitním muzeu umění v New Yorku.

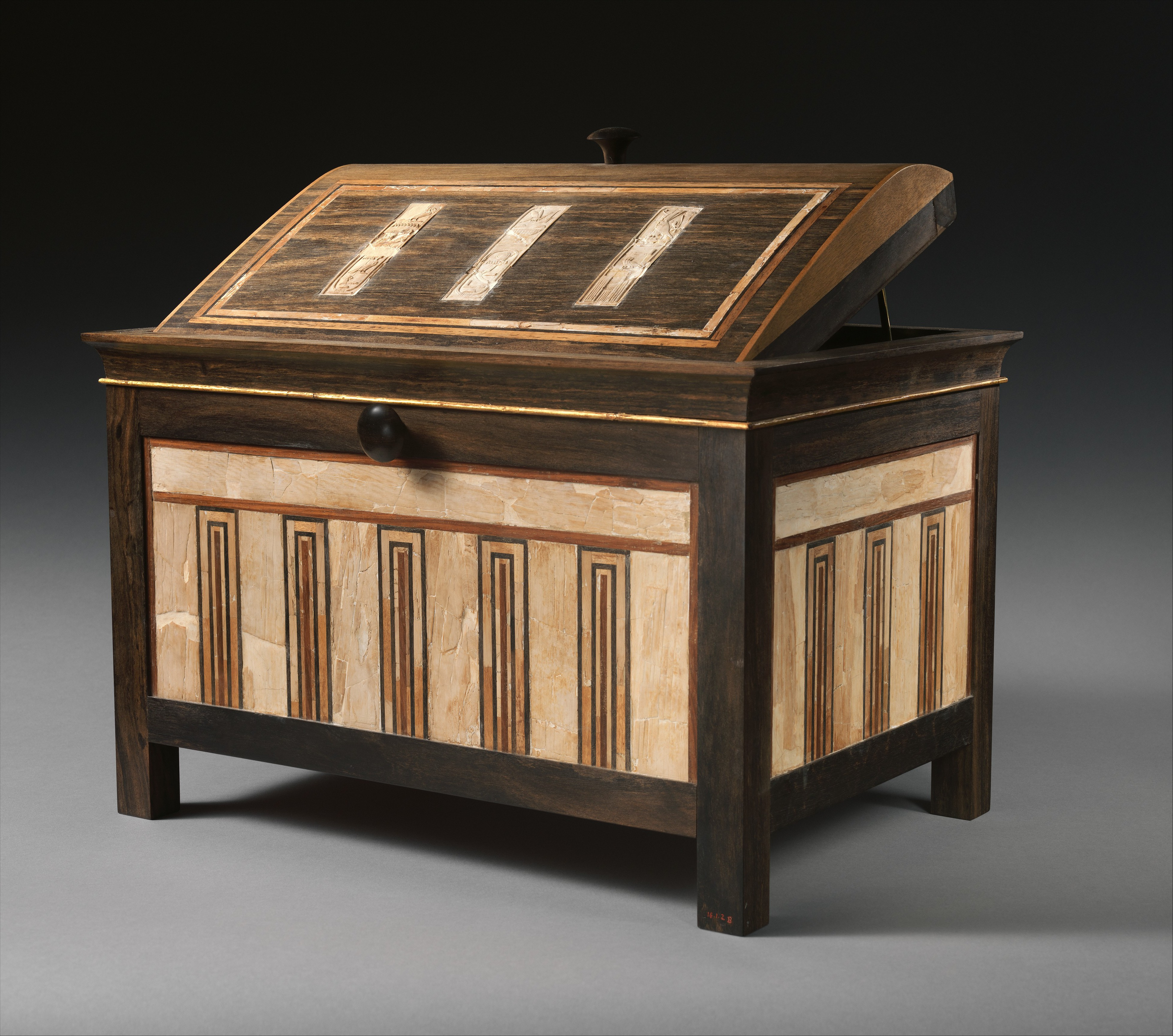
Krabice pro kosmetické potřeby
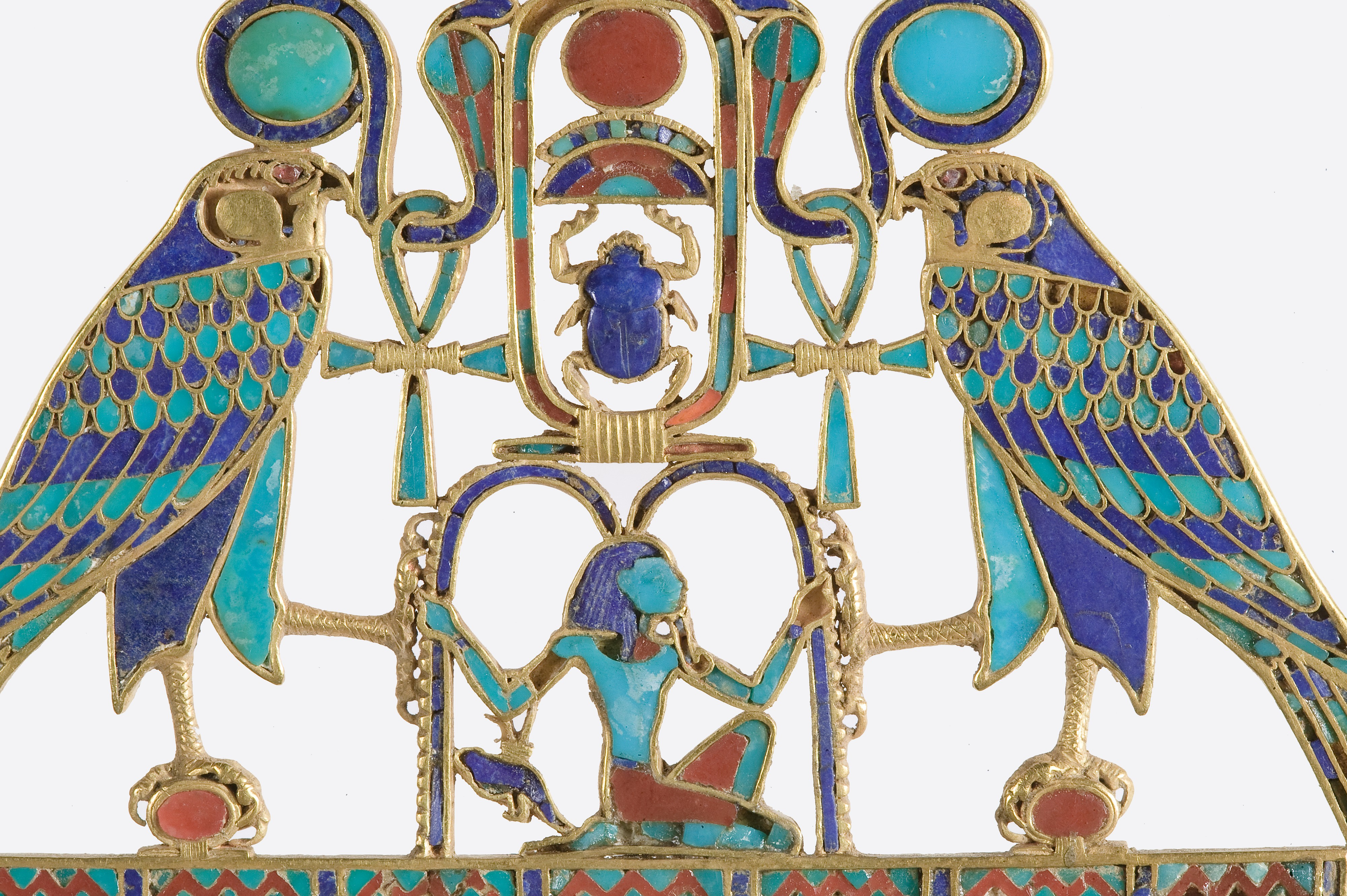
Pektorál princezny Sithathoriunet
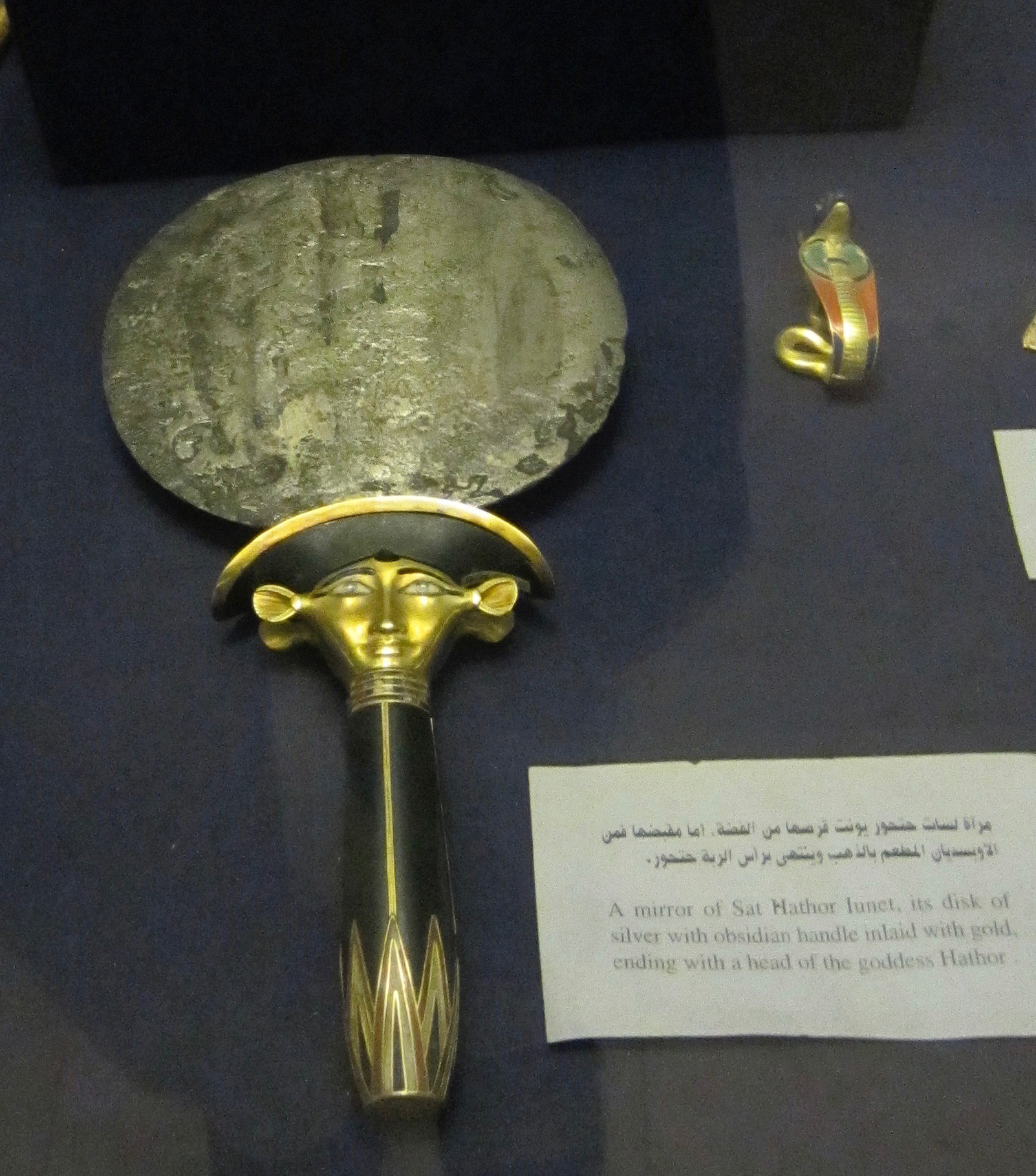
Ureus a zrcadlo v podobě bohyně Hathor
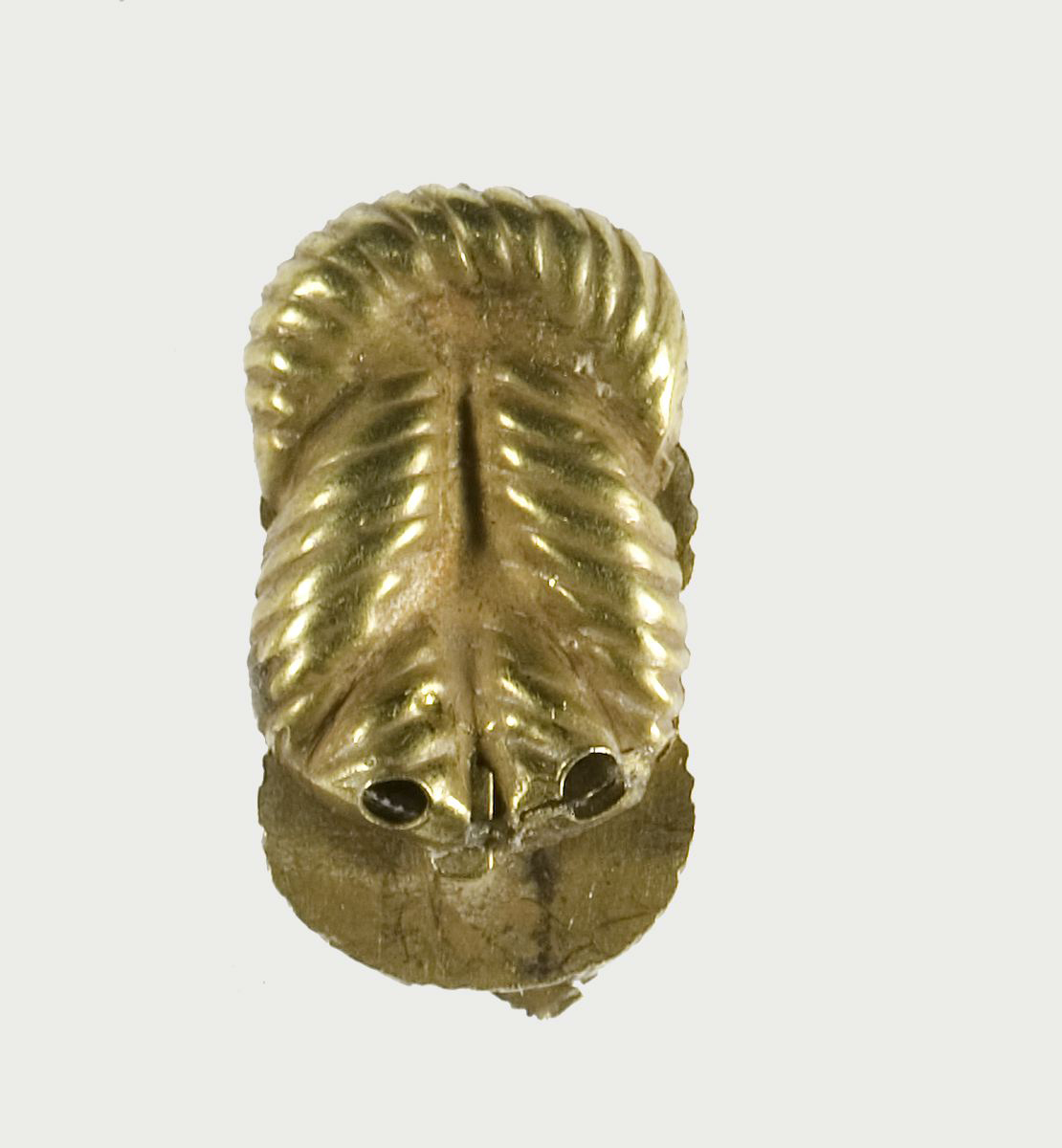
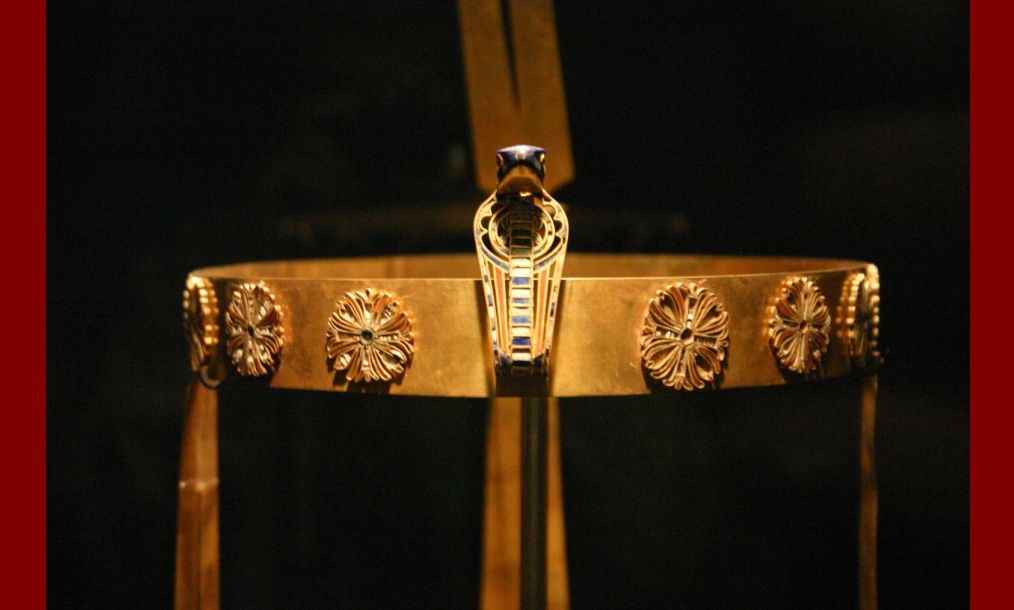